# Wesley Snipes
Wesley Trent Snipes (Orlando, Florida, 31 de julio de 1962) es un actor, productor y practicante de hapkido (2.º dan) estadounidense, creció en el barrio del Bronx, en Nueva York.

## Biografía
Wesley Snipes estudió en la escuela de actuación High School for the Performing Arts, pero la dejó al mudarse con su madre a Orlando. Allí fundó el grupo de teatro Struttin'Street Stuff. En los años 1980 volvió a Nueva York y estudió interpretación en la Universidad del Estado de Nueva York.
En la misma década debutó en Broadway mientras trabajaba en una compañía de teléfonos. En el año 1986 comenzó su carrera cinematográfica con una película de la Warner (Gatos salvajes, de Goldie Hawn).
Spike Lee fue quien lo lanzó al estrellato, al incluirlo en varias películas suyas. Spike Lee se fijó en un videoclip de Michael Jackson, Bad, dirigido por Martin Scorsese en el que Wesley participaba.
En los años 1990 se consagró como estrella del cine de acción con varias películas. Es experto en artes marciales, en concreto, es 5º Dan de karate estilo shotokan. También es 2º Dan de Hapkido. y además para sus películas ha incluido algunos movimientos de Capoeira, Kung-fu shaolin y Jiu-jitsu.
Snipes ha estado casado en dos ocasiones. La primera, con April Snipes, con quien tiene un hijo, Jelani Asar Snipes, nacido en 1988. Jelani hizo una breve aparición en la película de 1990 Mo' Better Blues, en la que su padre actuó. En 2003, Snipes se casó con la pintora Nakyung "Nikki" Park, con quien tiene cuatro hijos, Akhenaten Kihwa-T Snipes, Iset Jua-T Snipes (nacida en 2001), Alaafia Jehu-T Snipes (nacido en 2004), y Alimayu Moa-T Snipes (nacido en 2007). Snipes pasa mucho de su tiempo en el país natal de su esposa, Corea del Sur, al que llama su "segundo hogar".
Un juez estadounidense sentenció al actor Wesley Snipes el 25 de abril de 2008 a tres años de prisión, la pena máxima por evasión de impuestos.
El 9 de diciembre de 2010 Snipes se presentó ante el juez federal para comenzar su sentencia de tres años en el Instituto Correccional McKean, una prisión federal del estado de Pensilvania. El 8 de abril de 2013 fue puesto en libertad.

## Filmografía

### Cine
| Año  | Título                                           | Personaje                                     | Notas                                   |
| ---- | ------------------------------------------------ | --------------------------------------------- | --------------------------------------- |
| 1986 | Wildcats                                         | Trumaine                                      |                                         |
| 1986 | Calles de oro                                    | Roland Jenkins                                |                                         |
| 1987 | Critical Condition                               | Ambulance Driver                              |                                         |
| 1987 | Bad                                              | Mini Max                                      | Cortometraje                            |
| 1989 | Major League                                     | "Willie Mays" Hayes                           |                                         |
| 1990 | Mo' Better Blues                                 | Shadow Handerson                              |                                         |
| 1990 | El rey de Nueva York                             | Thomas Flanigan                               |                                         |
| 1991 | New Jack City                                    | Nino Brown                                    |                                         |
| 1991 | Fiebre salvaje                                   | Flipper "Flip" Purify                         |                                         |
| 1992 | The Waterdance                                   | Raymond Hill                                  |                                         |
| 1992 | White Men Can't Jump                             | Sidney "Syd" Deane                            |                                         |
| 1992 | Passenger 57                                     | John Cutter                                   |                                         |
| 1993 | Boiling Point                                    | Jimmy Mercer                                  |                                         |
| 1993 | Rising Sun                                       | Lt. Webster "Web" Smith                       |                                         |
| 1993 | Demolition Man                                   | Simon Phoenix                                 |                                         |
| 1994 | Sugar Hill                                       | Roemello Skugs                                |                                         |
| 1994 | Drop Zone                                        | Pete Nessip                                   |                                         |
| 1995 | To Wong Foo, Thanks for Everything! Julie Newmar | Noxeema Jackson                               |                                         |
| 1995 | Money Train                                      | John Powell                                   |                                         |
| 1995 | Waiting to Exhale                                | James Wheeler                                 | Sin Acreditar                           |
| 1996 | The Fan                                          | Bobby Rayburn                                 |                                         |
| 1996 | John Henrik Clarke: A Great and Mighty Walk      |                                               | Narrador y productor ejecutivo          |
| 1997 | Murder at 1600                                   | Detective Harlan Regis                        |                                         |
| 1997 | Después de una noche                             | Maximilian "Max" Carlyle                      |                                         |
| 1998 | Jackie Chan: My Story                            | Él mismo                                      | Documental                              |
| 1998 | US Marshals                                      | Mark J. Sheridan / Mark Warren / Mark Roberts |                                         |
| 1998 | Blade                                            | Blade                                         | También Coreógrafo de Lucha y Productor |
| 1998 | Down in the Delta                                | Will Sinclair                                 | También productor ejecutivo             |
| 1999 | Play It to the Bone                              | Ringside Fan #2                               | Cameo                                   |
| 2000 | The Art of War                                   | Neil Shaw                                     | También Productor                       |
| 2002 | Blade II                                         | Blade                                         | También Coreógrafo de Lucha y Productor |
| 2002 | Liberty Stands Still                             | Joe                                           |                                         |
| 2002 | Zig Zag                                          | David "Dave" Fletcher                         |                                         |
| 2002 | Undisputed                                       | Monroe "Undisputed" Hutchens                  | También Productor                       |
| 2004 | Unstoppable                                      | Dean Cage                                     |                                         |
| 2004 | Blade: Trinity                                   | Blade                                         | También Productor                       |
| 2005 | 7 Seconds                                        | Jack Tulliver                                 | Directo a video                         |
| 2005 | The Marksman                                     | Painter                                       | Directo a video                         |
| 2005 | Chaos                                            | Jason York / Scott Curtis / Lorenz            | Directo a video                         |
| 2006 | The Detonator                                    | Sonni Griffith                                | Directo a video                         |
| 2006 | Hard Luck                                        | Lucky                                         | Directo a video                         |
| 2007 | The Contractor                                   | James Jackson Dial                            | Directo a video                         |
| 2008 | The Art of War II: Betrayal                      | Neil Shaw                                     | Directo a video                         |
| 2009 | Brooklyn's Finest                                | Casanova "Caz" Phillips                       |                                         |
| 2010 | Game of Death                                    | Agent Marcus Jones                            | Directo a video                         |
| 2012 | Gallowwalkers                                    | Aman                                          | Directo a video                         |
| 2014 | The Expendables 3                                | Doctor Death                                  |                                         |
| 2015 | Chi-Raq                                          | Cyclops                                       |                                         |
| 2017 | Armed Response                                   | Isaac                                         | Directo a video; También Productor      |
| 2017 | The Recall                                       | The Hunter                                    | Directo a video; También Productor      |
| 2019 | Dolemite Is My Name                              | D'Urville Martin                              |                                         |
| 2020 | Cut Throat City                                  | Lawrence                                      |                                         |
| 2020 | Coming 2 America                                 | General Izzi                                  |                                         |
| 2024 | Deadpool & Wolverine                             | Blade                                         |                                         |

### Televisión
| Año  | Título                                                 | Personaje            | Notas                                                                |
| ---- | ------------------------------------------------------ | -------------------- | -------------------------------------------------------------------- |
| 1986 | Miami Vice                                             | Silk                 | Episode: "Streetwise"                                                |
| 1987 | Vietnam War Story                                      | Young Soldier        | Episode: "An Old Ghost Walks the Earth"                              |
| 1989 | A Man Called Hawk                                      | Nicholas Murdock     | Episode: "Choice of Chance"                                          |
| 1989 | The Days and Nights of Molly Dodd                      | Hood                 | Episode: "Here's Why You Should Always Make Your Bed in the Morning" |
| 1990 | H.E.L.P.                                               | Lou Barton           | 6 Episodios                                                          |
| 1996 | America's Dream                                        | George Du Vail       | Television film                                                      |
| 1997 | Happily Ever After: Fairy Tales for Every Child        | The Pied Piper (voz) | Episode: "The Pied Piper"                                            |
| 1998 | Futuresport                                            | Obike Fixx           | Television film; También Productor                                   |
| 1998 | Masters of the Martial Arts Presented by Wesley Snipes | Él mismo             | Documental                                                           |
| 2000 | Disappearing Acts                                      | Franklin Swift       | Television film; También Productor                                   |
| 2003 | The Bernie Mac Show                                    | Duke                 | Episode: "Rope-a-Dope"                                               |
| 2015 | The Player                                             | Mr. Johnson          | 9 Episodios                                                          |

## Premios y nominaciones
Festival Internacional de Cine de Venecia
| Año  | Categoría                 | Película             | Resultado |
| ---- | ------------------------- | -------------------- | --------- |
| 1997 | Copa Volpi al mejor actor | Después de una noche | Ganador   |

| Año  | Premio                                 | Categoría                                                   | Película             | Resultado |
| ---- | -------------------------------------- | ----------------------------------------------------------- | -------------------- | --------- |
| 1989 | CableACE Awards                        | Mejor actor en serie dramática                              | Vietnam War Story    | Ganador   |
| 1992 | Premios MTV Movie                      | Mejor Villano                                               | New Jack City        | Nominado  |
| 1992 | NAACP Image Awards                     | Outstanding Lead Actor in a Motion Picture                  | New Jack City        | Ganador   |
| 1992 | Gold Special Jury Award                | Mejores actores (con Eric Stoltz and William Forsythe)      | The Waterdance       | Ganador   |
| 1993 | Independent Spirit Awards              | Mejor Actor de Reparto                                      | The Waterdance       | Nominado  |
| 1993 | Premios MTV Movie                      | Mejor Dúo en la Pantalla(con Woody Harrelson)               | White Men Can't Jump | Nominado  |
| 1994 | Premios MTV Movie                      | Mejor Villano                                               | Demolition Man       | Nominado  |
| 1997 | NAACP Image Awards                     | Outstanding Lead Actor in a Television Movie or Mini-Series | America's Dream      | Ganador   |
| 1998 | Hollywood Walk of Fame                 | Motion pictures star                                        | All film work        | Ganador   |
| 1999 | Blockbuster Entertainment Awards       | Favorite Duo – Action/Adventure(con Tommy Lee Jones)        | US Marshals          | Nominado  |
| 1999 | Blockbuster Entertainment Awards       | Favorite Actor – Horror                                     | Blade                | Ganador   |
| 1999 | Premios MTV Movie                      | Mejor Pelea                                                 | Blade                | Nominado  |
| 2001 | Black Reel Awards                      | Network/Cable – Mejor Actor                                 | Disappearing Acts    | Nominado  |
| 2003 | Black Reel Awards                      | Mejor Actor                                                 | Undisputed           | Nominado  |
| 2011 | Black Reel Awards                      | Mejor Actor de Reparto                                      | Brooklyn's Finest    | Ganador   |
| 2016 | NAACP Image Awards                     | Outstanding Actor in a Drama Series                         | The Player           | Nominado  |
| 2019 | Detroit Film Critics Society Awards    | Mejor Actor de Reparto                                      | Dolemite Is My Name  | Nominado  |
| 2019 | San Diego Film Critics Society Awards  | Mejor actuación cómica                                      | Dolemite Is My Name  | Ganador   |
| 2019 | San Diego Film Critics Society Awards  | Mejor Actor de Reparto                                      | Dolemite Is My Name  | Nominado  |
| 2019 | St. Louis Film Critics Association, US | Mejor Actor de Reparto                                      | Dolemite Is My Name  | Nominado  |
| 2020 | Black Reel Awards                      | Mejor actor de reparto                                      | Dolemite Is My Name  | Ganador   |

## Vida personal
Wesley Snipes fue criado como cristiano y se convirtió al islam en 1978, pero lo abandonó en 1988. Durante una entrevista de 1991, dijo: «El islam me hizo más consciente de lo que los africanos han logrado, de mi autoestima, y me dio algo de dignidad».
Su apartamento de Nueva York fue destruido en el colapso de las Torres Gemelas de los atentados del 11 de septiembre de 2001. En ese tiempo, él estaba en la Costa Oeste.

### Problemas legales y prisión
El actor estuvo en prisión del año 2010 a 2013, por evasión de impuestos.